# Circumvolució frontal inferior
La circumvolució frontal inferior (també coneguda com a tercera circumvolució frontal, circumvolució de Broca, TA: gyrus frontalis inferior) és una circumvolució del cervell. Està limitada per dalt pel solc frontal inferior, pel darrere pel solc prerolàndic, i per sota per la vora inferior de l'hemisferi cerebral i la cissura de Silvi. Queda dividida per les branques anterior i ascendent de la cissura de Silvi en tres porcions: orbitària, triangular i opercular.

## Porcions

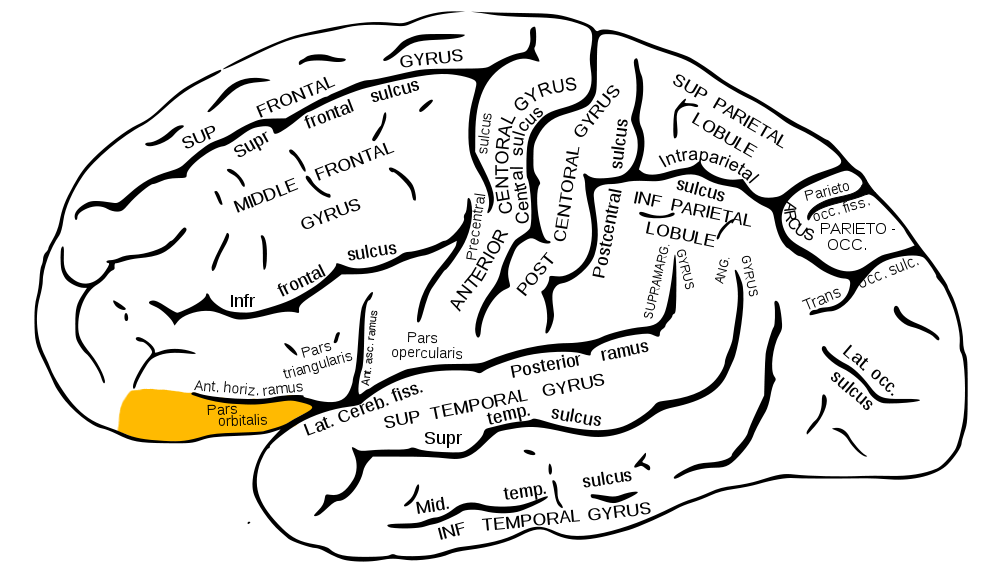
Porció orbitària
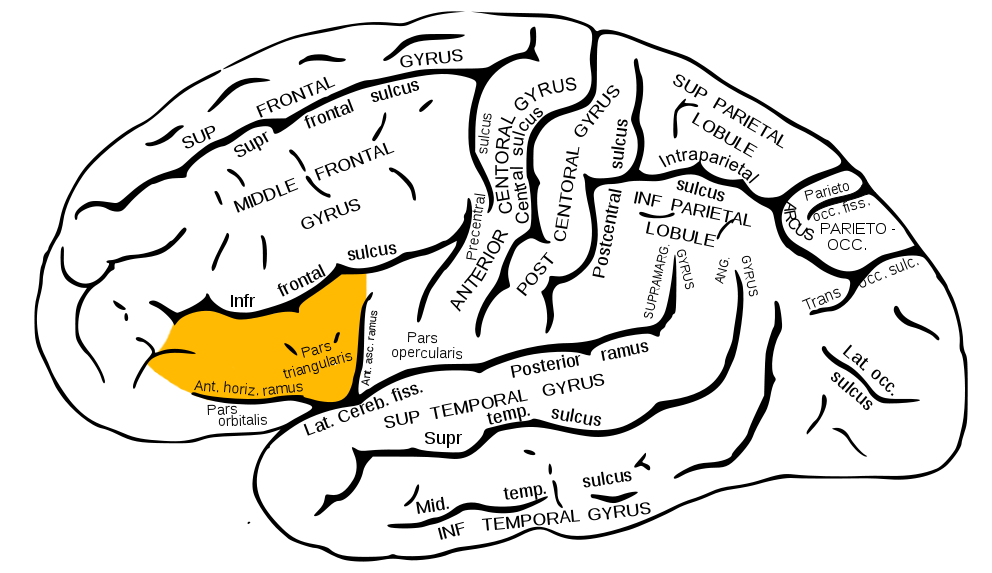
Porció triangular
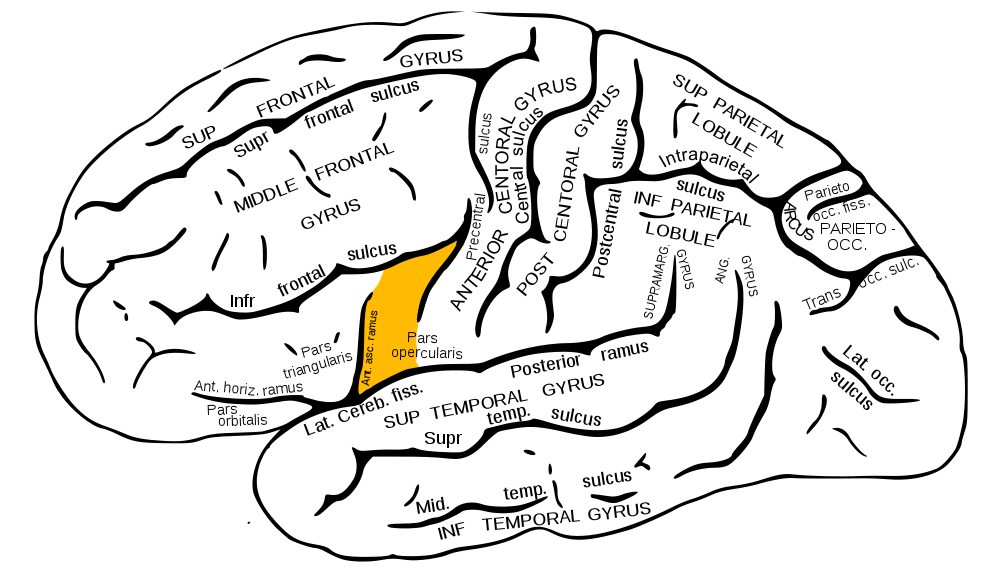
Porció opercular